# Poysdorf
Poysdorf – miasto w Austrii, w kraju związkowym Dolna Austria, w powiecie Mistelbach. Liczy 5461 mieszkańców (1 stycznia 2014).

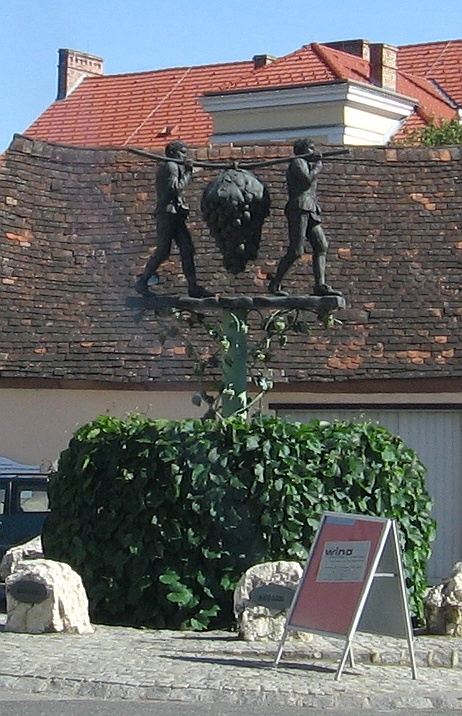
Poysdorf

## Współpraca
Miejscowości partnerskie:
- Dettelbach, Niemcy
- Mikulov, Czechy